# Campiglossa gilversa
Campiglossa gilversa är en tvåvingeart som först beskrevs av Wang 1990.  Campiglossa gilversa ingår i släktet Campiglossa och familjen borrflugor. Inga underarter finns listade.